# No Money Down
 (octobre 2008).
Si vous disposez d'ouvrages ou d'articles de référence ou si vous connaissez des sites web de qualité traitant du thème abordé ici, merci de compléter l'article en donnant les références utiles à sa vérifiabilité et en les liant à la section « Notes et références ».
Singles de Chuck Berry
Roll Over Beethoven
(1956)
No Money Down est une chanson de blues de Chuck Berry.
Parmi les artistes ayant interprété cette chanson : 
- John Hammond, sur l'album Big City Blues (1964) ;
- Humble Pie, sur l'album Thunderbox (1974) ;
- Tony Ashton and friends, sur Live at Abbey Road 2000 ;
- Popa Chubby, sur Live at FIP (2003).